# Locomore
| |          |                        |                        |
| Streckengeschwindigkeit: | 200 km/h |                        |                        |
| |          |                        |                        |
| Verlauf |          |                        |                        |
| \| \| \| Berlin Lichtenberg \| \| \| \| Berlin Ostkreuz \| \| \| \| Berlin Ostbahnhof \| \| \| \| Berlin Hbf \| \| \| \| Berlin Zoo \| \| \| \| Wolfsburg Hbf \| \| \| \| Lehrte \| \| \| \| Hannover Messe/Laatzen \| \| \| \| Göttingen \| \| \| \| Kassel-Wilhelmshöhe \| \| \| \| Fulda \| \| \| \| Hanau Hbf \| \| \| \| Frankfurt(Main) Süd \| \| \| \| Darmstadt Hbf \| \| \| \| Weinheim(Bergstraße) \| \| \| \| Heidelberg Hbf \| \| \| \| Vaihingen(Enz) \| \| \| \| Stuttgart Hbf \| |          |                        |                        |
| Kopfbahnhof Streckenanfang |          | Berlin Lichtenberg     | Berlin Lichtenberg     |
| Bahnhof |          | Berlin Ostkreuz        | Berlin Ostkreuz        |
| Bahnhof |          | Berlin Ostbahnhof      | Berlin Ostbahnhof      |
| Bahnhof |          | Berlin Hbf             | Berlin Hbf             |
| Bahnhof |          | Berlin Zoo             | Berlin Zoo             |
| Bahnhof |          | Wolfsburg Hbf          | Wolfsburg Hbf          |
| Bahnhof |          | Lehrte                 | Lehrte                 |
| Bahnhof |          | Hannover Messe/Laatzen | Hannover Messe/Laatzen |
| Bahnhof |          | Göttingen              | Göttingen              |
| Bahnhof |          | Kassel-Wilhelmshöhe    | Kassel-Wilhelmshöhe    |
| Bahnhof |          | Fulda                  | Fulda                  |
| Bahnhof |          | Hanau Hbf              | Hanau Hbf              |
| Bahnhof |          | Frankfurt(Main) Süd    | Frankfurt(Main) Süd    |
| Bahnhof |          | Darmstadt Hbf          | Darmstadt Hbf          |
| Bahnhof |          | Weinheim(Bergstraße)   | Weinheim(Bergstraße)   |
| Bahnhof |          | Heidelberg Hbf         | Heidelberg Hbf         |
| Bahnhof |          | Vaihingen(Enz)         | Vaihingen(Enz)         |
| Kopfbahnhof Streckenende |          | Stuttgart Hbf          | Stuttgart Hbf          |

Locomore ist seit 2022 Namensbestandteil der Zugflotte Locomore ExtraZug des Eisenbahnverkehrsunternehmen (EVU) Berliner Bahnservice (haftungsbeschränkt), dessen Geschäftsführer Derek Ladewig ist. Das Unternehmen bietet unter dem Namen Locomore ExtraZug Eventfahrten an.
Der Name Locomore war zuvor bereits unter dem Geschäftsführer Derek Ladewig durch das EVU Locomore GmbH & Co. KG mit Sitz in Berlin verwendet worden, das im Dezember 2016 auf der Strecke Berlin – Stuttgart den Betrieb im Schienenpersonenfernverkehr aufgenommen hatte. Dieses frühere Unternehmen musste im Mai 2017 Insolvenz anmelden und stellte in der Folge den Betrieb ein.
Im August 2017 kam es zur Wiederaufnahme des Fahrbetriebs durch das tschechische Eisenbahnunternehmen Leo Express, das die nötigen Aktiva in Partnerschaft mit dem für den Vertrieb zuständigen Fernbusunternehmen Flixmobility aus der Insolvenz übernommen hatte.
Der Markenname Locomore (Kürzel: LOC) wurde für den Zug bis April 2018 beibehalten; seither erfolgt die Vermarktung unter der Marke Flixtrain.

## Bis zur Insolvenz

### Positionierung
Der Locomore fuhr überwiegend auf Hochgeschwindigkeitsstrecken und dort mit 200 km/h.
Trotz der mit dem Intercity vergleichbaren Reisegeschwindigkeit war der Zug nach Angaben des Fahrgastverbandes Pro Bahn eher als Konkurrenz zum Fernbus denn zu den Fernzügen der Deutschen Bahn zu sehen. Mit einem dazu passenden Kundenkonzept sollte der Locomore unter anderem Ähnliches bewirken wie der Fernbus, der bei seinem Start neue Kundenschichten erschloss, die vorher keine öffentlichen (Fern-)Verkehrsmittel nutzten, sondern mit PKW oder über Mitfahrzentralen reisten.
Locomore operierte nach eigenem Bekunden – um als kleiner Anbieter sowohl gegen Fernbusse als auch gegen die Deutsche Bahn als Quasimonopolist im deutschen Schienenpersonenfernverkehr bestehen zu können – möglichst mit einem Fernbuspreisniveau auf der Schiene und verknüpfte dies mit einem guten Service am Platz. Das sollte mit einer Reisegeschwindigkeit und einem Komfort kombiniert werden, der mit dem Fernbus nicht möglich wäre.
Als eine der möglichen Zielgruppen benannte Locomore ökologisch denkende, preisbewusst handelnde und für Neuerungen offene Menschen, zum Beispiel Studenten, auch junge Familien. Der Fernzug bediente hierbei bewusst Universitätsstädte.
In den modernisierten Locomore-Wagen waren entgeltfreie Internetverbindungen über WLAN und Steckdosen am Sitzplatz vorhanden, ebenso mehrere Fahrrad- und Kinderwagenstellplätze. Weiterhin gab es Themenabteile, für Reisende mit gleichen Interessen sowie Abteile für Familien mit Kindern.
Der Service beinhaltete Kalt- und Warmgetränke sowie kleine Speisen wie z. B. Salate und Sandwiches. Hierbei handelte es sich bevorzugt um Öko-Produkte und solche aus fairem Handel. Der Locomore fuhr ausschließlich mit Ökostrom.

### Fahrkarten
Fahrkarten waren online (direkt und über einige Fernbusportale), per Telefon oder im Zug erhältlich. Es existierten aufgrund der privatwirtschaftlichen Konkurrenz keine Kooperation mit Verkaufsstellen und Buchungssystemen der Deutschen Bahn, analog zum Hamburg-Köln-Express, dem Thalys und dem ehemaligen InterConnex. Bei Buchungen griff ein Ticketsystem, wie es von Fluggesellschaften und vom Thalys bekannt ist: Frühbucher erhielten niedrigere Preise und konnten zwischen mehreren Service-Klassen wählen, jedes Ticket wurde namentlich gebucht und enthielt eine Reservierung. Kinder bis zum Alter von 14 Jahren konnten kostenlos mitreisen; die unentgeltliche Beförderung von Schwerbehinderten war jedoch ausgeschlossen, sofern sie aber begleitet werden mussten, reiste diese Person gratis. Locomore warb damit, dass selbst die teuersten Fahrkarten für Kurzentschlossene, die im Zug selber gelöst werden, für Reisende billiger waren als normale Flexpreis-Fahrkarten der Deutschen Bahn mit BahnCard-50-Rabatt auf derselben Strecke. Der Fahrkartenverkauf wurde am 11. Mai 2017 eingestellt.

### Linie

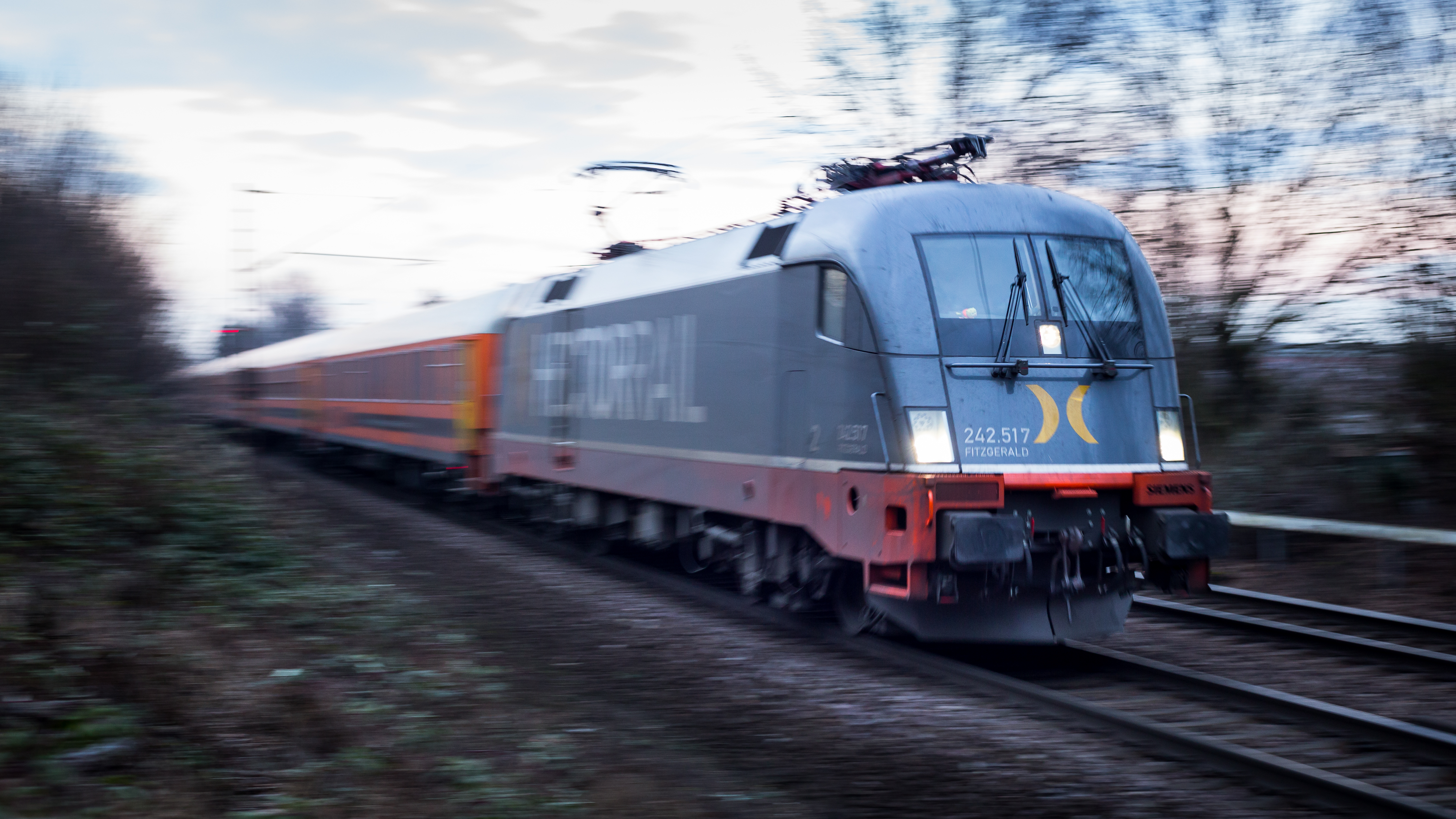
Unterwegs auf der Güterumgehungsbahn Hannover in Richtung Süden

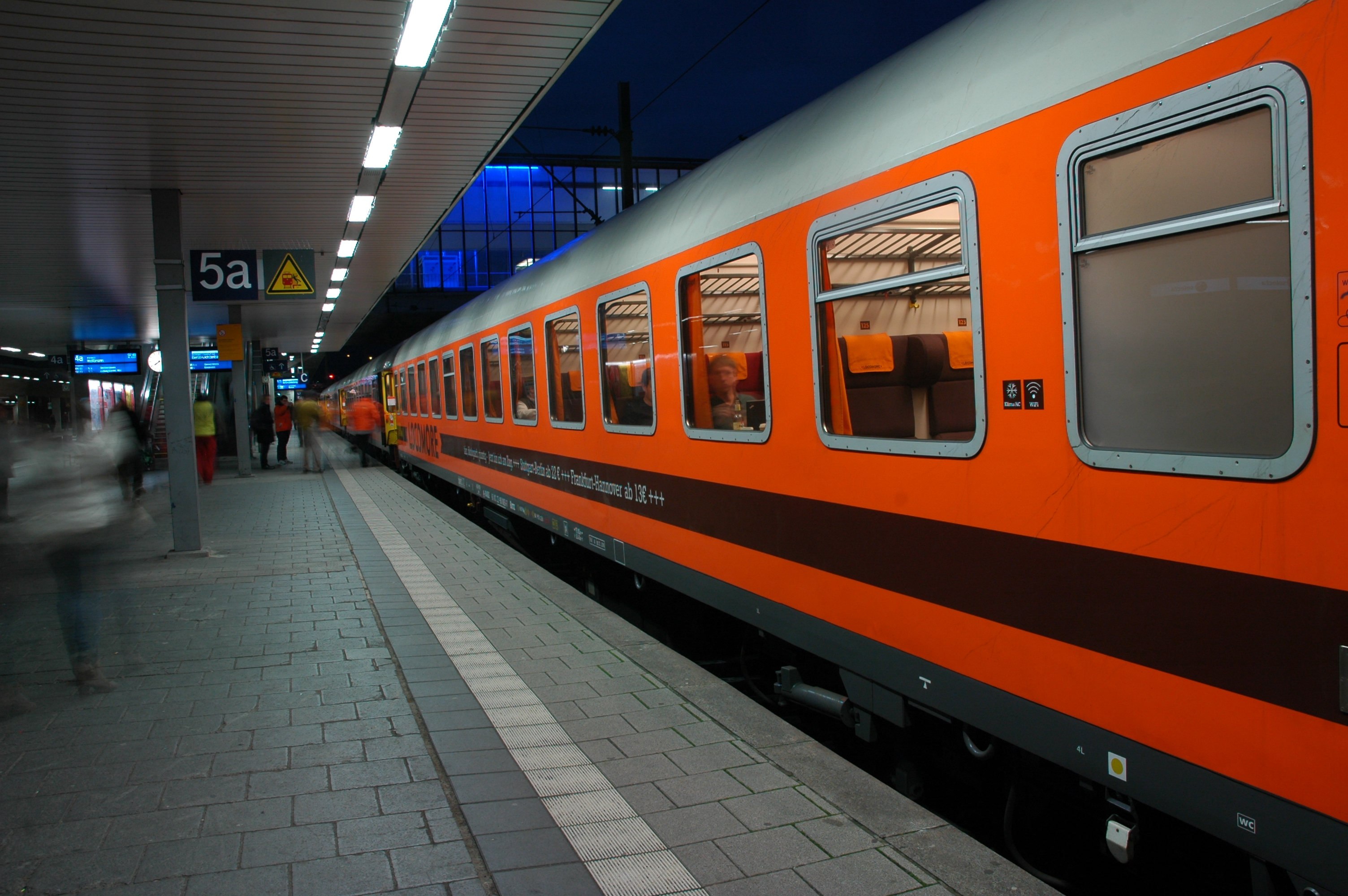
Premierenfahrt am 14. Dezember 2016: Locomore in Heidelberg Hauptbahnhof

Das Unternehmen schloss mit DB Netz einen Rahmenvertrag über Trassen, der über fünf Jahre bis 2020 läuft. Dazu wurden mehrere Fahrplankapazitäten reserviert. Ein Zugpaar auf den reservierten Trassen fuhr ab dem 14. Dezember 2016, weitere Verbindungen sollten frühestens im Frühjahr 2018 dazukommen. Dabei lag der Schwerpunkt nach Aussage des Unternehmens klar auf Berlin.
Das Zugpaar startete am 14. Dezember 2016 und fuhr morgens von Stuttgart nach Berlin-Lichtenberg und nachmittags wieder zurück. Der Locomore fuhr dabei an fünf Tagen in der Woche je Richtung; in Wochen mit allgemeinen Feiertagen bot Locomore auch sieben Verbindungen je Richtung an, somit täglich. Die Fahrzeit von Stuttgart nach Berlin Hauptbahnhof betrug sechs Stunden und 26 Minuten (Südrichtung) beziehungsweise sechs Stunden und 47 Minuten (Nordrichtung).
Die Zugbildung (Anzahl und Typ der eingesetzten Wagen) ergab sich aus den vorab erfolgten Buchungen und konnte je nach Wochentag stark variieren. An Spitzentagen mit hoher Fahrgastnachfrage waren Züge mit bis zu zwölf Wagen möglich.
Der Zug hielt unterwegs in beiden Richtungen in Vaihingen an der Enz, Heidelberg, Darmstadt, Frankfurt am Main Süd, Hanau, Fulda, Kassel, Göttingen, Hannover und Wolfsburg. Während in Stuttgart nur ein Halt am Hauptbahnhof stattfand, wurden in Berlin die Stationen Zoologischer Garten, Hauptbahnhof, Ostbahnhof und der Endbahnhof Lichtenberg angefahren. Eine Besonderheit war dabei das Ballungsgebiet Rhein-Main. Hier hielt der Locomore öfter, was auch an den passenden morgendlichen beziehungsweise abendlichen Verkehrszeiten lag – diese waren für nur dort fahrende Berufspendler geeignet.
Die Auslastung der Züge wurde nach den ersten 100 Tagen in einer ersten Bilanz als zufriedenstellend beschrieben, lediglich der Abschnitt zwischen Frankfurt und Stuttgart sei eher schwach nachgefragt gewesen.

### Fahrzeuge

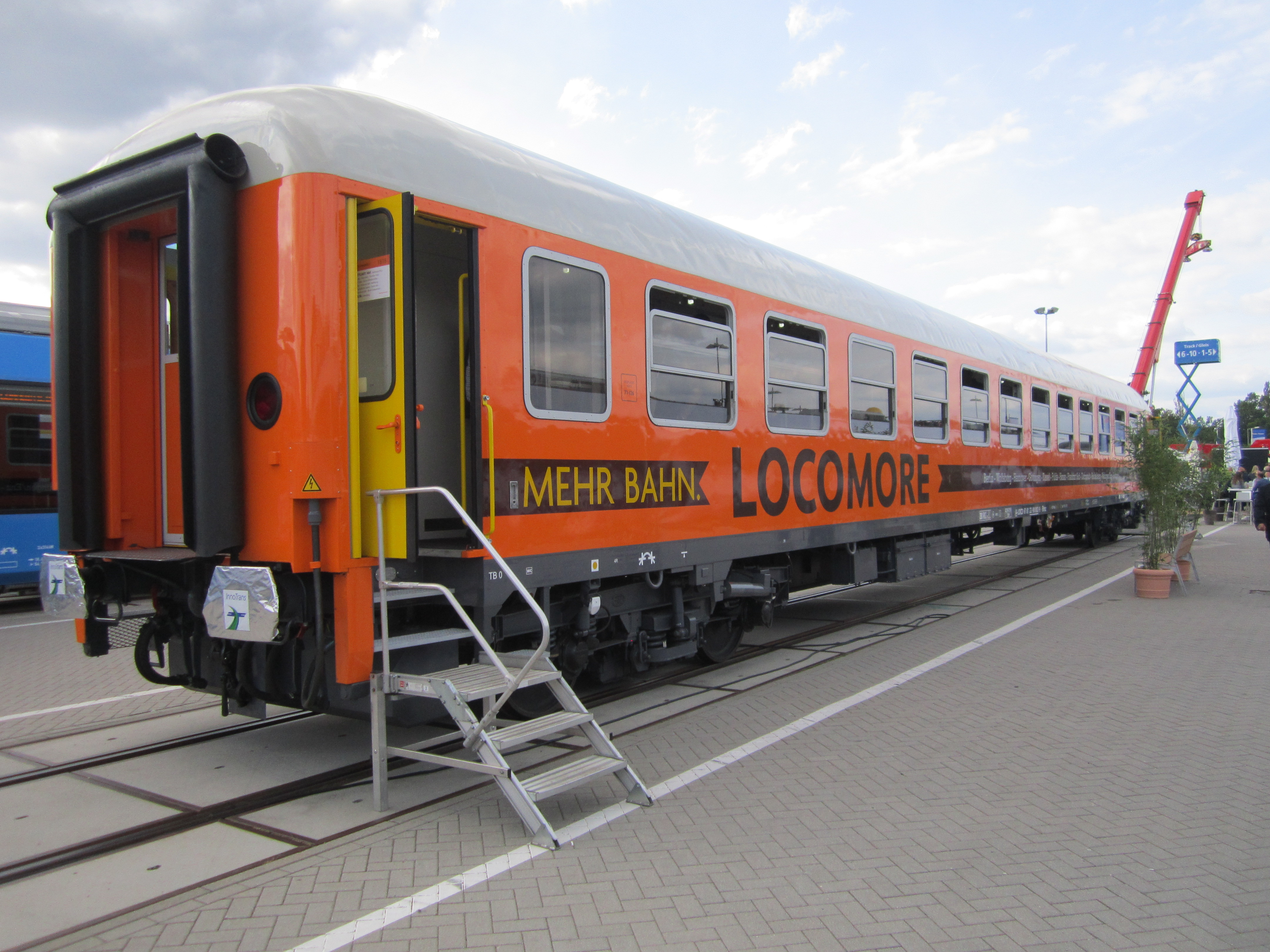
Wagen vom Typ Bmz 3, präsentiert auf der InnoTrans 2016

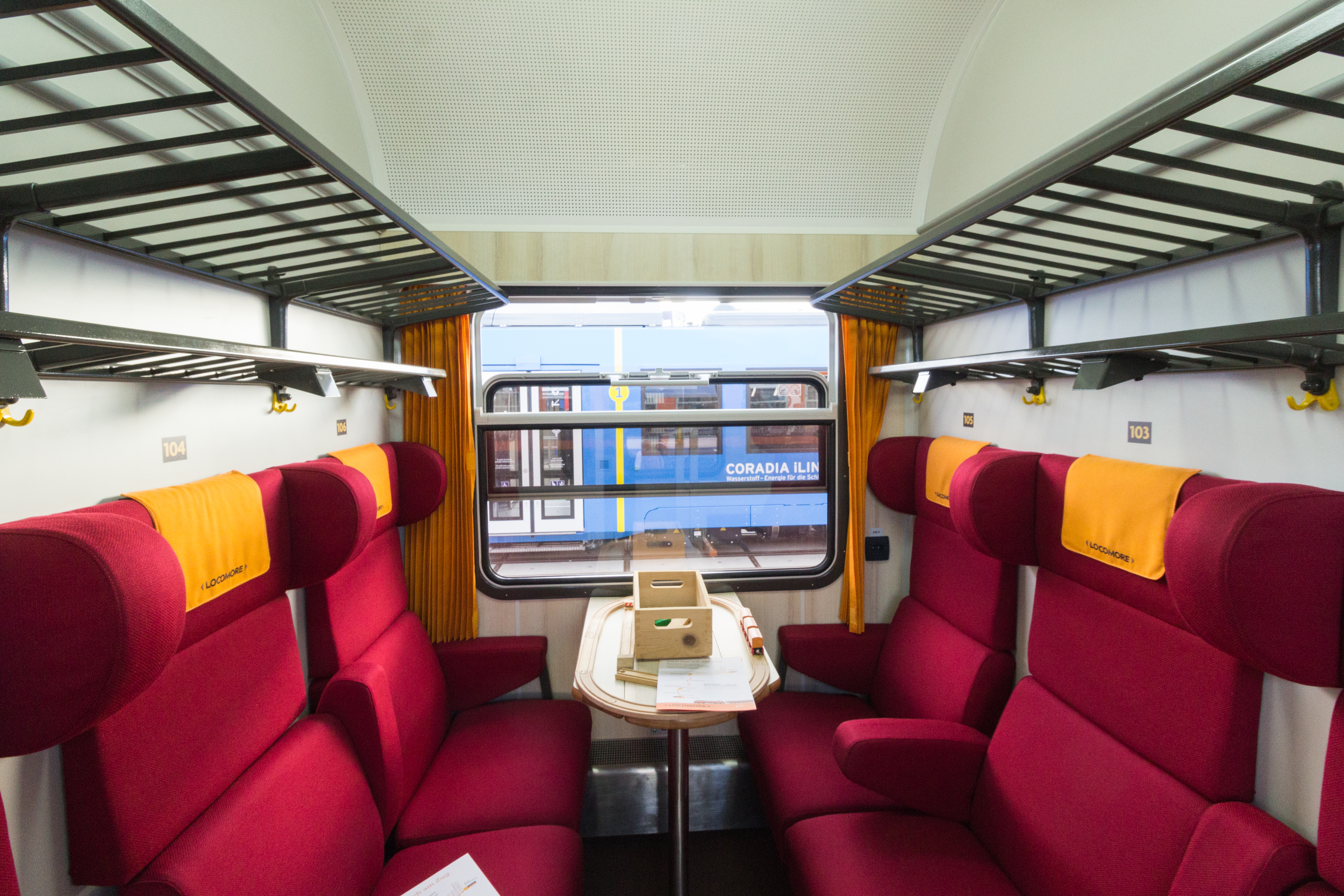
Themenabteil

Es wurden hauptsächlich acht für Locomore modernisierte Reisezugwagen der Bauartenbezeichnungen Bmz und Bbmvz eingesetzt. Bei den Wagen handelt es sich um ehemalige Abteilwagen der Bauart Bm235 mit jeweils zwölf Abteilen, die bis 2009 von den Nederlandse Spoorwegen eingesetzt wurden. Dabei sind drei Modernisierungsvarianten Bmz 1 (vier Wagen), Bbmvz (zwei Wagen) und Bmz 3 (zwei Wagen) entstanden. Im Normalbetrieb sollten sieben dieser Wagen unterwegs sein, an verkehrsstarken Tagen auch mehr. Eigentümer der Reisezugwagen ist die SRI Rail Invest GmbH.
Alle Wagen erhielten während der Modernisierung Steckdosen und WLAN-Router für kostenloses WLAN. Die vier Wagen Bmz 1 sind klimatisiert, die Fenster können daher nicht geöffnet werden. Die Wagen Bbmvz und Bmz 3 sind dagegen unklimatisiert, dafür jedoch beheizbar und die Fenster (neue, zu einem Drittel zu öffnende Übersetzfenster) können geöffnet werden. Druckwellen in Tunneln durch entgegenkommende ICE mit 250 km/h stellen kein Problem dar.
Ansonsten unterscheiden sich die Wagen in den Ausstattungsmerkmalen:
Bmz 1Wagen mit Großraumbereich sowie sieben Abteilen. Die neu eingebaute Großraum-Bestuhlung besteht aus Sitzen mit Lederbezug, während die Polstersitze der Abteile Stoffbezüge aufweisen. Ein Teil der Abteile und des Großraumbereichs enthält klappbare Tische unterschiedlicher Länge. Die bei den Ursprungswagen in den Abteilen vorhandene Lücke zwischen Rückenlehne der Polstersitze und Kopfstütze wurde geschlossen. Die sechs Sitze in den Abteilen sind ausziehbar und können zusammengeschoben werden. Die Abteile sind klimatisiert, daher können die Fenster nicht geöffnet werden. Ein Wagen umfasst bis zu 78 buchbare Sitzplätze.
Bmz 3Abteilwagen mit zwölf Abteilen zu je sechs Sitzen. Die Abteile und deren Sitze und sonstigen Merkmale entsprechen denen des Bmz 1. Im Unterschied zum Bmz 1 sind die Abteile jedoch individuell beheizbar und die Fenster können geöffnet werden. Ein Wagen ist mit 72 Plätzen ausgestattet.
BbmvzWagen mit Sonderfunktionen (Fahrräder, Kinderwagen, Familienabteile, Kinderspielbereich, Rollstuhlplätze, Gastronomie, Zugbegleiter). Der Wagen ist behindertengerecht ausgebaut und weist aufgrund der Sonderfunktionen eine reduzierte Anzahl an normalen Sitzplatzabteilen auf. Diese Sitzplatzabteile und deren Sitze sowie sonstigen Merkmale entsprechen denen des Abteilwagens Bmz 3. Die Bereiche mit den Sonderfunktionen sind teils offene Sitzlandschaften. 31 Sitzplätze waren im Voraus buchbar.
Zu diesen insgesamt acht Wagen kamen sechs Wagen (davon vier ab April 2017), die von HEROS Rail Rent GmbH gemietet wurden. Bei den Wagen handelt es sich um Abteilwagen der Bauart Bimz264: Der Einsatz endete mit der Bekanntgabe der Insolvenz im Mai 2017.
BimzVerstärkungswagen mit den typischen Sitzplatz-Anordnungen wie vom Interregio bekannt bei hoher Auslastung. Diese Wagen sind nicht umgebaut/modernisiert worden und verfügen über kein WLAN oder Steckdosen. Die Fenster können geöffnet werden; die Wagen sind unklimatisiert, jedoch natürlich beheizbar. Ein Wagen enthält 60 Sitzplätze.
Alle Wagen sind für eine Höchstgeschwindigkeit von 200 km/h zugelassen. Die Lokomotiven sowie die Triebfahrzeugführer stellt das schwedische Unternehmen Hector Rail, die Zugführer kommen teilweise von Talgo Deutschland. Hectorrail setzt als Lok hauptsächlich die eigene 242.517 „Fitzgerald“ vom Typ Siemens ES64U2 mit einer zugelassenen Höchstgeschwindigkeit von 230 km/h ein.

## Nach der Insolvenz

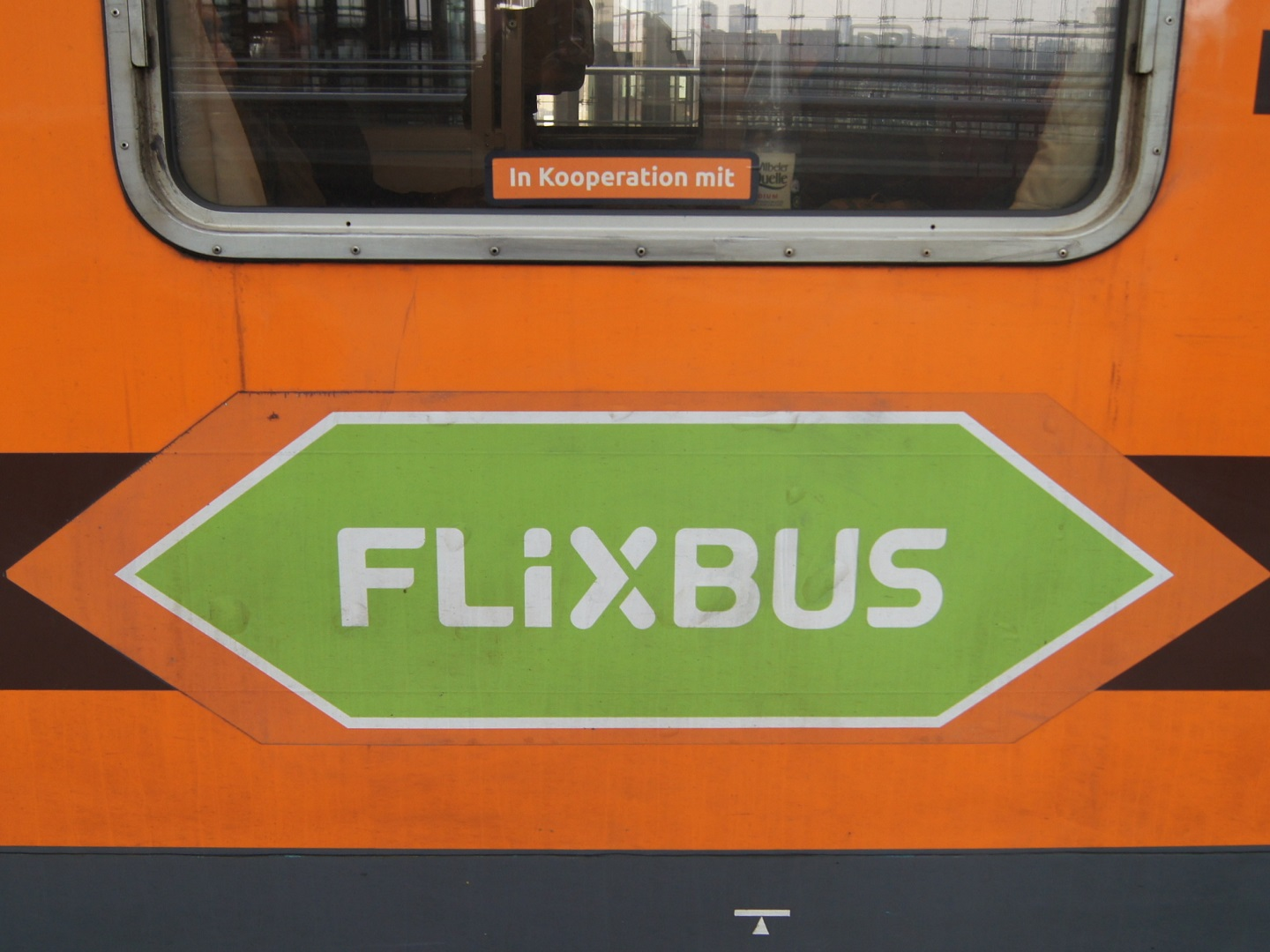
Flixbus-Logo auf dem Locomore-Zug (2018)

Auf Grund der nicht schnell genug steigenden Auslastung und Umsätze musste der ursprüngliche Betreiber, Locomore GmbH & Co. KG, wegen der geringen als Verlustpuffer verfügbaren Kapitaldecke im Mai 2017 Insolvenz anmelden. Auf Grund des viele Kunden und Kritiker überzeugenden Konzeptes gab es jedoch bald nach der Insolvenzmeldung Übernahmeinteressenten, aus der schließlich zwei finale Bieter hervorgingen. Am 16. August 2017 gab Leo Express bekannt, über die deutsche Tochter Leo Express GmbH am 24. August 2017 den eigenwirtschaftlichen Betrieb des Locomore (unter zumindest vorläufiger Nutzung des alten Markennamens) wiederaufzunehmen. Die ehemaligen Geschäftsführer der Locomore übernahmen bei Leo Express Aufgaben der Geschäftsentwicklung.
Es handelte sich hierbei um einen Asset Deal ohne Änderungen an den Fahrplänen oder dem Fahrzeugmaterial, jedoch mit Änderungen und Vereinfachungen des Servicekonzepts. Der Zug wurde wie zuvor beim Betrieb des Locomore bis Mai 2017 durch Hector Rail bewegt. Leo Express übernahm dazu die acht Wagen des Locomore mit einem neuen Mietvertrag von der SRI Rail Invest, die die Wagen bereits an Locomore vermietet hatte. Dabei übernahm Flixmobility als Vertriebspartner die Vermarktung, den Vertrieb sowie die Kundenbetreuung nebst Preisgestaltung (Yield Management). Flixmobility wollte seinen Kunden über eine Kombination aus Zug und Bus eine schnelle Verbindung zu den angefahrenen Städten ermöglichen, konkret sollten Busse als Zubringer zum Locomore-Zug eingesetzt werden. Reservierungen waren über den neuen Vertriebspartner nicht mehr möglich, die Beförderungsbedingungen (zum Beispiel Tarife für Kleinkinder) waren gleich denen von Flixmobility für den Fernbusbetrieb unter der Marke Flixbus. Sie unterschieden sich damit von denen des bis zum 12. Mai 2017 betriebenen alten Locomore.
Seit Dezember 2017 wurden auch Berlin Ostkreuz, Weinheim (Bergstraße), Hannover Messe/Laatzen (statt Hannover Hauptbahnhof) und Lehrte bedient. Leo Express fuhr weiterhin nur an vier Tagen pro Woche und Richtung (von Berlin in Richtung Stuttgart: donnerstags bis sonntags; von Stuttgart in Richtung Berlin: freitags bis montags; dazu einzelne Feiertage).
Im April 2018 wurde die Vermarktung dieser Verbindung unter der Marke Locomore eingestellt. Nach Angaben der neuen Firma fuhr der Zug auf dieser Strecke unter der Marke Flixtrain bis zum ersten Lockdown der Corona-Pandemie. Nach dem Lockdown soll Flixtrain mit einem einheitlichen neuen Wagenpark fortgesetzt haben, so dass Locomore auf der Strecke nicht mehr zum Einsatz kam.
Im Juni 2022 kündigte das Unternehmen Berliner Bahnservice (haftungsbeschränkt) unter der Geschäftsführung desselben Geschäftsführers der früheren Locomore GmbH & Co. KG Derek Ladewig an, zukünftig unter dem Namen Locomore ExtraZug Eventfahrten anzubieten. Während des 9-Euro-Tickets stellte es Verstärkerzüge für DB Regio Bayern bereit.

## Locomore GmbH & Co. KG

### Geschichte
Die Locomore GmbH & Co. KG, deren Komplementärin die Railway Management GmbH war, wurde 2007 als locomore rail GmbH & Co. KG durch Derek Ladewig mit Sitz in Berlin-Kreuzberg gegründet, um mit eigenen Reisezügen neue Mobilitätsangebote in Deutschland zu entwickeln. 2009 trat Carsten Carstensen als Gesellschafter in das Unternehmen ein und als zweiter Geschäftsführer bei. Ende 2016 war das Unternehmen nach langen Jahren der Vorbereitung erstmals mit einem eigenen Fernzug, einem Zug gleichen Namens, auf den Schienen unterwegs.
Die Gesellschaftsanteile wurden nach dem Ausstieg bei HKX zum überwiegenden Teil vom Vorstand Derek Ladewig (61,5 %) und den Mitarbeitern (16 %) gehalten. Das Unternehmen beteiligte sich 2009 mit einem Anteil von 17,5 % an der neu gegründeten Hamburg-Köln-Express GmbH (HKX), die 2012 als privater Wettbewerber und Konkurrent der Deutschen Bahn mit dem HKX zwischen diesen beiden Städten an den Start ging. Wegen unterschiedlicher strategischer Auffassungen mit dem US-amerikanischen HKX-Mehrheitsinvestor Railroad Development Corporation (RDC) trennten sich die Wege von Locomore und HKX zum Ende des Jahres 2012. Ein Teil des HKX-Teams wechselte zu Locomore, und Locomore gab seine Anteile an HKX zum 31. Dezember 2012 ab. Carsten Carstensen verblieb als Geschäftsführer bei HKX und trat seine Anteile ab. Locomore konzentrierte sich in der Folge auf die Einführung eines eigenen privat betriebenen Fernzuges.
Die Einführung des Betriebs zwischen Berlin und Stuttgart war Ende 2015 für September 2016 geplant. Bei einem Erfolg war ab 2017 auch eine Linie zwischen Stuttgart und München (über Ulm und Augsburg) vorgesehen. Vom Eigentümer der Locomore-Reisezugwagen, der SRI Rail Invest GmbH, wurden zunächst acht Bmz-Wagen im Ausbesserungswerk Grivita in Bukarest modernisiert. Die Vorplanungen dazu benötigten länger als der ursprünglich angesetzte Zeitraum von einem Jahr.
Am 14. Dezember 2016 startete Locomore den Reisezugbetrieb mit nur einem Teil der ursprünglich vorgesehenen acht modernisierten Bmz-Wagen, die dadurch permanent in Betrieb waren und durch angemietete Bimz-Wagen ergänzt wurden. Die restlichen Bmz-Wagen befanden sich zu dem Zeitpunkt noch bei Grivita zur Modernisierung. In den ersten vier Wochen nutzten nach Unternehmensangaben mehr als 25.000 Fahrgäste den Zug. Am 17. Januar 2017 kündigte das Unternehmen nach technischen Problemen mit den in Betrieb befindlichen Wagen und zur Verbesserung der Reisequalität an, zwischen dem 23. Januar und dem 6. April 2017 den Zug an zwei Tagen pro Woche instand halten zu lassen und an vier Tagen pro Richtung (von Berlin in Richtung Stuttgart: donnerstags bis sonntags; von Stuttgart in Richtung Berlin: freitags bis montags) fahren zu lassen.
Am 10. März 2017 teilte Locomore mit, dass zusätzlich zu den fünf in Betrieb befindlichen drei weitere modernisierte Reisezugwagen aus dem Ausbesserungswerk Grivita eingetroffen waren, so dass alle der ursprünglich acht zum Einsatz vorgesehenen Locomore-Wagen für den Fahrbetrieb zur Verfügung standen. Die zusätzlichen Reisezugwagen sollten vorwiegend an den stark nachgefragten Wochenendtagen zum Einsatz kommen.
Anfang April konnte Locomore dann den Wagenpark auf 14 Wagen aufstocken. Ab dem 6. April 2017 fuhr Locomore an fünf Tagen in der Woche je Richtung und damit einen Tag öfter als zuvor seit dem Januar. In Wochen mit allgemeinen Feiertagen fuhr Locomore auch mit sieben Verbindungen je Richtung und damit täglich.
Am 11. Mai 2017 meldete das Unternehmen Insolvenz an.
Eine Fortführung des Fahrbetriebs war ohne einen neuen Investor nicht möglich. Locomore wies darauf hin, dass für bereits gebuchte Fahrkarten keine Stornierung möglich sei und verwies auf die Möglichkeit, die Ansprüche im Rahmen des Insolvenzverfahrens geltend zu machen.
Bis zum Beginn des Insolvenzverfahrens am 1. August 2017 lief die Suche nach Investoren. Direkt nach dem Insolvenzantrag meldeten sich zwölf Interessenten an dem Unternehmen Locomore beim Insolvenzverwalter. Davon blieben bis zum 29. Mai 2017 fünf potenzielle Investoren übrig, die ein „konkretes“ Interesse an Locomore äußerten, mindestens einer davon (Leo Express) gab ein Übernahmeangebot ab. Zum 26. Juni 2017 waren noch zwei „sehr ernsthafte Interessenten“ übrig, die mit unterschiedlichen Strategien eine Finanzierung zur „nachhaltigen“ Wiederaufnahme des Geschäftsbetriebs von Locomore versprachen. Die Chancen zur Wiederaufnahme des Geschäftsbetriebs wurden vom Insolvenzverwalter anfänglich als „nicht schlecht“ angesehen. Nach Aussage des Insolvenzverwalters wurde den interessierten Investoren dann jedoch kein Streckennutzungsrecht eingeräumt.
Mit Eröffnung des Insolvenzverfahrens wurde den zuletzt noch 30 beschäftigten Mitarbeitern gekündigt und die Auftritte von Locomore in den sozialen Netzwerken Facebook und Twitter vom Netz genommen. Die GmbH & Co. KG wurde zum 9. August 2017 aufgrund des Insolvenzverfahrens aufgelöst, dies wurde am 14. August 2017 im Handelsregister veröffentlicht.

### Gesellschafter und leitende Mitarbeiter
- 61,5 % Derek Ladewig
- 16,0 % durch fünf Mitarbeiter des Unternehmens
- 22,5 % durch stille Gesellschafter

Weitere Angestellte waren Max Sigg (Marketing), Daniel Bertholdt (Geschäftsentwicklung, Transaktionen) und Jan Christopher Witt (Betrieb)

### Finanzierung
Die Finanzierung erfolgte durch die Gesellschafter des Unternehmens Locomore und seit Juni 2015 per Crowdfunding über die Plattform Startnext. Dabei konnten Privatpersonen dem Unternehmen mithilfe von Nachrangdarlehen Geld zur Verfügung stellen, das in das Unternehmen investiert wurde. Am 26. Januar 2016 gab das Unternehmen bekannt, das erforderliche Mindestkapital für eine Betriebsaufnahme erreicht zu haben. Das Finanzierungsinstrument wurde weiterhin genutzt. So konnte Locomore bis zum 29. Juni 2016 einen Betrag von 577.761 Euro einnehmen, bis zum 22. März 2017 erhöhte sich dieser Betrag auf 906.621 Euro. Am 7. März 2017 startete Locomore über Crowdfunding eine neue Finanzierungsrunde. Je nach eingezahltem Betrag bot Locomore eine Verzinsung von bis zu 4,3 Prozent pro Jahr an. Alternativ zu einer Verzinsung in Cash konnten auch Ticketgutscheine genutzt werden.
Das eingesammelte Kapital reichte für die Betriebsaufnahme der Locomore-Verbindungen, finanziert wurde das Angebot neben dem Crowdfunding über Einnahmen aus laufenden Ticketverkäufen sowie durch Einnahmen aus dem Catering an Bord des Fernzuges.
Nach der am 11. Mai 2017 beantragten Insolvenz des Unternehmens wurde das Crowdfunding eingestellt. Der Insolvenzverwalter äußerte sich kritisch über die Form der Finanzierung: Crowdfunding sei im sehr kapitalintensiven Bahngeschäft keine nachhaltige Finanzierung eines Zugangebots, außerdem sei die Eigenkapitaldecke von Locomore zu dünn gewesen. Um die Tragfähigkeit eines solchen Angebotes wie das von Locomore bewerten zu können, wäre eine nachhaltige Finanzierung über drei bis fünf Jahre sinnvoll gewesen. Die etwa 70.000 Reisenden in den ersten Monaten seien aber bereits ein Signal gewesen, dass die Geschäftsidee von Locomore tragfähig sein könnte.

### Wirtschaftlichkeit
Das Unternehmen Locomore trug das wirtschaftliche Risiko beim eigenwirtschaftlichen Betrieb des Fernzugs „Locomore“. Ein Teil des wirtschaftlichen Risikos trug ebenso der Eigentümer und Vermieter der modernisierten Locomore-Reisezugwagen, die SRI Rail Invest GmbH. Ebenso beteiligte sich die Heros Rail Rent GmbH als Vermieterin der von Locomore genutzten Verstärkungswagen nach eigenen Angaben zu einem gewissen Anteil am wirtschaftlichen Risiko, indem es dem Unternehmen Locomore seine Wagen nach dem auf dem Markt unüblichen Mietmodell Pay-by-Use dauerhaft zur Verfügung stellte.
Die Betriebskosten des Fernzuges Locomore zwischen Berlin und Stuttgart variierten je nach Tag und den vorhandenen Randbedingungen (wie Wagennutzung) und konnten bei bis zu 30.000 Euro je Betriebstag liegen. Darunter summierten sich auch Fixkosten, die auch an Tagen anfielen, an denen der Fernzug nicht fuhr. Die Betriebskosten setzten sich unter anderem aus Trassen- und Stationskosten, Personalkosten, Entgelte für den Betrieb des Zuges durch Hector Rail, Stromkosten und Wartungskosten zusammen.
Ein Teil der bis April 2017 aufgelaufenen wirtschaftlichen Verluste lief bereits im normalerweise sehr reise- und umsatzstarken Weihnachts- und Neujahrsverkehr auf, da das Unternehmen Locomore den eigenen Fernzug anfangs nur mit vier eigenen Wagen betreiben konnte, die anderen vier wurden noch in Rumänien modernisiert. Mit vier Wagen (die ohne Pause trotz Defekten möglichst täglich im Einsatz waren) waren nur etwa 240 Sitzplätze reservierbar, womit selbst bei komplett ausgebuchtem Zug (so waren zum Beispiel bereits an den Weihnachtstagen 2016 sämtliche Fahrten nach Berlin bis Neujahr 2017 ausgebucht) nicht die für das Erreichen der Gewinnschwelle notwendigen 1000 Fahrkartenverkäufe je Tag erreichbar waren (negativer Deckungsbeitrag).
Ebenso wurde das Unternehmen nach eigenen Angaben durch die Asymmetrie der Fahrgastzahlen überrascht, mit sehr starken Wochenenden (trotz zweier zusätzlicher Verstärkungswagen mit kaum ausreichendem Wagenpark), während die Fahrten zur Wochenmitte eine sehr geringe Resonanz erfuhren und keinen wirtschaftlich darstellbaren Betrieb erlaubten. Locomore versuchte dieses Problem durch Betriebseinstellungen in der Wochenmitte, sowie durch eine Aufstockung des Wagenparks von ursprünglich acht auf vierzehn Wagen im April 2017 für den Wochenend- und Feiertagsbetrieb zu lösen.
Durch die Betriebseinstellungen in der Wochenmitte war es dem Unternehmen wiederum kaum noch möglich, einen Kundenkreis sinnvoll anzusprechen und aufzubauen, der für Locomore ebenfalls wichtig war: Pendler und damit stabil zahlende Stammkunden mit bis zu zehn garantierten Fahrten je Arbeitswoche (Vielfahrer). Insbesondere im dafür wichtigen und im Fahrplan zeitlich passend angebundenen hessischen Raum (mit einer relativ hohen Zahl bedienter Bahnhöfe) ist der morgendliche und abendliche Binnenverkehr schwach ausgeprägt. Trotz der ungünstig gewordenen Rahmenbedingungen versuchte das Unternehmen weiterhin, Stammkunden im südhessischen Raum zu werben. Dafür wurde das sogenannte „5er-Ticket Südwest“ angeboten.